# Clan Maiale
Il clan Maiale è una associazione di stampo camorristico originaria del comune di Eboli.

## Storia
I Maiale, in origine, erano un clan cutoliano ma, a seguito del declino di Cutolo, come in quegli anni avvenne per altre consorterie camorristiche, confluirono nella Nuova Famiglia, quando questa era oramai in procinto di spodestare Cutolo. È proprio in questo periodo che i Maiale, forse all'apice del proprio potere, si alleano ai Pecoraro-Renna (anticutoliani) e si inimicano i De Feo (cutoliani).
L'8 febbraio 1991, un gruppo composto da alcuni boss e camorristi alleati del superboss Carmine Alfieri (tra cui i boss Cosimo e Giovanni Maiale), attira con un tranello e sequestra tre uomini del boss di Nocera Mario Pepe, il quale era entrato in contrasto con Carmine Alfieri. I tre, tutti di Pagani, vengono fatti entrare nell'abitazione di un affiliato del clan Maiale, sita alla periferia di Eboli. Giunti nell'appartamento, vengono costretti a stendersi, proni, sul pavimento e massacrati con varie tipologie di armi da fuoco. Il fatto è venuto a galla grazie ad alcuni collaboratori di giustizia (tra i quali Cosimo Marotta, elemento di spicco del clan Maiale, lo stesso boss Mario Pepe, ma anche Pasquale Galasso), che hanno fatto luce sulla vicenda. I cadaveri dei tre malcapitati - tali Lano Nicola, Montagna Marcello e Monti Salvatore (tutti vicini al boss Mario Pepe) - furono rinvenuti sepolti in alcune campagne ubicate nel comune di Postiglione, di proprietà di un soggetto del posto, tale Pasquale Onnembo, imprenditore agricolo, già più volte condannato per via della sua appartenenza al clan Maiale e in precedenza affiliato a un gruppo camorristico facente capo a D'Andrea Cosimo, imperante tra Eboli e comuni vicini e collocato nella Nuova Camorra Organizzata. Le operazioni di scavo, sepoltura e occultamento dei cadaveri furono rese possibili anche grazie all'aiuto di altri camorristi, taluni della zona e talaltri provenienti da Angri. 

## Oggi
I Maiale oggi, grazie all'azione repressiva esercitata dallo Stato, hanno perduto molto potere, rispetto a qualche tempo fa.  L'organizzazione è però, secondo la Dia, ancora viva ed attiva, in particolare nei comuni di Eboli, Campagna e Albanella. 
Principalmente, i Maiale si occupano di attività criminali quali le estorsioni a commercianti e imprenditori   e dello smercio di sostanze stupefacenti, che vengono acquistate a Torre Annunziata . L'organizzazione investe molto nel settore caseario e dell'allevamento delle bufale.